# Ben Owu
Ben Owu (n. 14 octombrie 1974) este un portar ghanez. În România a jucat la Oțelul Galați și FC Onești.

## Carieră
- Oțelul Galați (2001-2002)
- FC Onești (2002-2003)
- FC Onești (2003-2004)
- Ashante Kotoko (2003-2005)
- Ashanti Gold (2005-2007)
- Masry (2007-2010)
- Ashanti Gold (2009-2011)